# Ад в заливе Фриско
«Ад в заливе Фриско» (англ. Hell on Frisco Bay) — цветной фильм нуар режиссёра Фрэнка Таттла, который вышел на экраны в 1956 году.
Фильм снят в цветном формате CinemaScope для продюсерской компании Алана Лэдда Jaguar Productions. Он рассказывает о бывшем полицейском из Сан-Франциско (Алан Лэдд), который после выхода из тюрьмы начинает охоту на подставившего его в убийстве главаря портовой мафии (Эдвард Г. Робинсон).
Фильм остался малозамеченным критикой, которая главным образом обратила внимание на возвращение Эдварда Г. Робинсона к образу гангстера, который принёс актёру славу в фильмах студии Warner Bros. 1930-х годов.

## Сюжет
В Сан-Франциско бывший полицейский Стив Роллинс (Алан Лэдд) выходит из тюрьмы Сан-Квентин, где отсидел пять лет за убийство подозреваемого по имени Донато, который умер вскоре после того, как его допросил Стив. У тюремных ворот Стива ожидает его друг, полицейский Дэн Бианко (Уильям Демарест), и жена Марша (Джоан Дрю), певица в ночном клубе, с которой Стив перестал общаться с момента суда. Отказавшись возвращаться домой вместе с Маршей, Стив говорит Дэну, что собирается найти тех, кто подставил его в убийстве Донато.
Первым делом Стив начинает поиски рыбака Фрэнка Рагони, который сообщил ему в тюрьму, что знает, кто убил Донато. В поисках Рагони Стив приходит на портовую территорию, которая принадлежит мафиози Виктору Амато (Эдвард Г. Робинсон). Когда Стив расспрашивает о рыбаке знакомого буфетчика в кафе, их разговор слышит психически неуравновешенный громила Амато по имени Хэмми (Стэнли Адамс), заставляя Стива покинуть кафе и владения Амато. После этого Стив обращается к знакомому священнику Ларокке (Джордж Джей Льюис), который хорошо знает Рагони, однако священник отвечает, что не видел рыбака уже две недели. Стив узнаёт, что глава союза докеров Лу Фьяскетти (Нестор Пайва), который многократно избирался на этот пост, под давлением Амато может его потерять. Стив навещает Лу дома, видя перед собой сильно постаревшего, подавленного и пьющего человека, который из страха отказывается говорить о Рагони. Вскоре после этого Лу направляется в офис к Амато, предлагая ему разделить сферы влияния, однако гангстер отвечает, что теперь всё принадлежит ему и он не собирается с ним делится, и, более того, на предстоящих выборах посадит на место главы союза докеров вместо Лу своего человека. Когда Лу пытается шантажировать Амато, заявляя, что ему кое-что известно о Донато и Рагони, Амато приказывает Хэмми вышвырнуть Лу на улицу.
Стив снимает комнату в пансионе, после чего приезжает на квартиру, где когда-то жил с Маршей, чтобы забрать свои вещи и свою одежду. Жена уговаривает его примириться и остаться жить в доме вместе с ней, однако Стив обвиняет жену в супружеской неверности. Марша в ответ заявляет, что во время суда Стив сам прекратил с ней всякие контакты. И после того, как она прожила три года, не получив от него ни единственной весточки, одиночество толкнуло её на краткий роман с музыкантом из её клуба. Хотя она заверяет мужа, что это был единственный случай, когда она была ему неверна, Стив отказывается её простить. В этот момент на пороге квартиры появляется Хэмми и Джо Лай (Пол Стюарт), более уравновешенный бывший заключённый со шрамом на лице, который является правой рукой Амато. Требуя прекратить розыск Рагони, Хэмми набрасывается на Стива, однако тот даёт отпор, прижимает Хэмми к полу и начинает его душить. По команде спокойно наблюдавшего за этой сценой Джо бандиты удаляются.
После этого к Стиву в пансион приходит полицейский детектив Коннорс (Питер Хансен), который занял место Стива после того, как тот был уволен со службы. Коннорс, который уже давно работает на Амато, предлагает и Стиву работать на мафиози. Когда Стив отказывается, заявляя, что сначала должен найти Рагони, Коннорс уходит, замечая, что Рагони был убит. После этого Стив навещает рыбака Себастиана Пасмоника (Энтони Карузо), который работал в одной лодке с Рагони. Как выясняется, в день исчезновения Рагони, Пасмонику приказали сказаться больным, и вместо него в море вместе с Рагони вышел другой рыбак. Однако Пасмоник, который в одиночку воспитывает сына Джорджи, отказывается отвечать на дальнейшие вопросы Стива из опасения за судьбу сына. Уже на улице Джорджи догоняет Стива, сообщая ему, что это племянник Амато по имени Марио (Перри Лопес) приказал отцу остаться дома, направив вместо него рыбака Броуди Эванса (Род Тейлор). Предположив, что, вероятно, Броуди и убил Рагони, Стив находит в ночном клубе слабовольного 23-летнего Марио и добивается от него признания, что он послал Броуди на работу с Рагони.
Вскоре рядом с портом обнаруживают труп Лу Фьяскетти. Амато, которому не было нужно это убийство накануне выборов в ассоциации докеров, быстро выясняет, что убийство по собственной инициативе совершил Хэмми. Жестоко отчитав Хэмми, Амато увольняет его. После этого Амато вызывает к себе Стива, предлагая ему освободившуюся должность Хэмми. Когда Стив отказывается, Амато угрожает убить его, если тот продолжит своё расследование. Около пансиона Стив встречает ожидающего его Дэна, который рассказывает, что ему удалось убедить лейтенанта Нэвилла (Уиллис Бучи), бывшего босса Стива, начать расследование связи Амато с недавними убийствами. В момент их разговора Хэмми из машины на противоположной стороне улицы стреляет в Стива, однако промахивается. Стив стреляет в ответ, смертельно раня Хэмми. Умирая, тот говорит, что Броуди скрывается у своей подружки Бэсси (Тина Карвер). Стив приходит к Бэсси домой, спрашивая её о Броуди, однако она утверждает, что ничего о нём не знает, так как уже некоторое время назад порвала с ним из-за его постоянных загулов и измен. Не поверив Бэсси, Стив устраивает засаду у её дома. Когда Бэсси вскоре выходит на улицу, Стив незаметно следует за ней вплоть до тайного убежища Броуди в одном из портовых помещений. Стив силой доставляет Броуди в полицейский участок, после чего с согласия Нэвилла Дэн приводит туда и Марио, чтобы одновременно допросить обоих подозреваемых.
Коннорс немедленно приезжает к Амато, сообщая о задержании двух его важных людей, после чего Амато звонит своему адвокату, поручая внести за них залог. Амато приходит к заключению, несмотря на то, что Марио приходится ему племянником, однако он слишком болтлив и ненадёжен, наговорив Стиву и полиции слишком много. Амато приказывает Джо пробраться к нему в дом и убить Марио так, чтобы это выглядело как самоубийство. Джо не хочет брать на себя убийство, однако Амато, шантажируя его прошлыми преступлениями, заставляет подчиниться, и Джо нехотя уходит выполнять приказ. Амато уже давно устал от своей бездетной жены Анны (Рената Ванни), истинной католички, которую он называет «ходячим розарием». В отсутствие Джо он решает соблазнить его подружку, бывшую киноактрису Кей Стэнли (Фэй Рэй), которую с Джо связывает взаимная любовь. Когда Кей отказывает Амато, тот даёт ей пощёчину. Долгое время Амато постоянно издевался над Джо из-за его трусливого поведения в тюрьме, изуродованного шрамом лица и отношений с Кей. Вернувшись после убийства Марио, Джо узнаёт, что в его отсутствие Амато приставал к Кей. Глубоко оскорблённый этим, Джо угрожает, что Кей расскажет полиции, что слышала, как Амато отдал приказ об убийстве Марио, утверждая, что теперь они оба повязаны убийством. После этого Джо требует, чтобы Амато прекратил над ним издаваться и сделал своим партнёром. Амато напоминает ему, что было с Донато, который тоже захотел стать его партнёром. Однако затем делает вид, что соглашается с требованиями Джо. После того, как Джо уходит, Амато по телефону приказывает Коннорсу убить Джо и Кей, оформив это в полиции как убийство при вооруженном сопротивлении аресту.
Некоторое время спустя Кей приходит в пансион к Стиву, сообщая, что Коннорс проник в её дом, получив приказ от Амато убить Джо и её. Джо удалось сбежать, после чего он встретил Кей и сказал ей отправляться к Стиву и всё ему рассказать. В частности, она рассказывает, что это Амато отдал Джо приказ убить Марио, а ранее приказал убить Донато. Кей изъявляет готовность подтвердить это в суде, однако боится идти в полицию, опасаясь там встречи с такими людьми, как Коннорс. Тогда Стив решает спрятать её на время на квартире у Марши. Доставив Кей к Марше, он поручает жене немедленно связаться с Дэном, чтобы тот подключил полицию и зафиксировал показания Кей, а сам отправляется на поиски Амато. По окончании поминальной службы по Марио Стив находит в церкви страдающую Анну, которая любила Марио как родного сына, сообщая ей, что это Амато приказал его убить. Анна признательна Стиву за эту новость, так как в таком случае церковь даст согласие похоронить Марио на своей земле. В благодарность Анна говорит Стиву, что её муж отправился в свой офис в порту. Тем временем Амато достаёт из сейфа все наличные деньги и оружие, и выходит из офиса. У дверей его встречает Джо с пистолетом, который раскусил план Амато и сам убил Коннорса. Амато усыпляет бдительность Джо, предлагая ему и Кей бежать вместе с ним за границу. Однако Джо не верит ему и полон намерения отомстить. Тогда Амато стреляет в Джо из пистолета, который спрятан у него под плащом, убивая его. В этот момент к офису Амато в поисках Стива подъезжает Марша. Она подбегает к убитому Джо, после чего вышедший из укрытия Амато берёт её в качестве заложницы. Вскоре появляется безоружный Стив, который идёт прямо на Амато. Отбросив Маршу, Амато стреляет в Стива, но промахивается. У Амато заканчиваются пули, и он бежит к скоростному катеру, на котором стремительно отплывает от берега. В погоне за ним Стив ныряет с пирса, успевает настичь катер и ухватиться за него. Забравшись на борт, Стив вступает в драку с Амато, который бросает управление. На огромной скорости неуправляемый катер едва не сталкивается с крупными судами и несётся на маяк. Перед самым столкновением Стив выкидывает Амато в воду, а затем прыгает сам. Вскоре на полицейском катере их подбирают Невилл, Дэн и их коллеги. Амато арестовывают и уводят полицейские, а Стив нежно целует руку Марши, и, обнявшись с ней, отправляется домой.

## В ролях
- Алан Лэдд — Стив Роллинс
- Эдвард Г. Робинсон — Виктор Амато
- Джоан Дрю — Марша Роллинс
- Уильям Демарест — Дэн Бианко
- Пол Стюарт -Джо Лай
- Перри Лопес — Марио Амато
- Фэй Рэй — Кей Стенли
- Рената Ванни — Анна Амато
- Нестор Пайва — Луис Фьячетти
- Стэнли Адамс — Хэмми
- Уиллис Бучи — лейтенант полиции Пол Невилл
- Питер Хансен — детектив Коннорс
- Энтони Карузо — Себастьян Пасмоник
- Джордж Джей Льюис — отец Ларокка
- Питер Джей Вотриан — Джордж Пасмоник
- Род Тейлор — Джон Броуди Эванс
- Тина Карвер — Бэсси Костер

## Создатели фильма и исполнители главных ролей
Режиссёр Фрэнк Таттл за свою карьеру поставил 70 фильмов, среди которых комедии «Эта ночь» (1932) и «Скандал в Риме» (1933), а также фильмы нуар «Стеклянный ключ» (1935), «Оружие для найма» (1942), в котором главную роль сыграл Алан Лэдд, «Саспенс» (1946) и «Крик в ночи» (1956).
Алан Лэдд был одним из ведущих актёров в жанре фильм нуар. Помимо «Оружия для найма» (1942), он, в частности, сыграл главные роли в таких картинах жанра, как «Стеклянный ключ» (1942), «Синий георгин» (1946), «Калькутта» (1947) и «Свидание с опасностью» (1951). Одну из своих самых популярных ролей Лэдд сыграл в вестерне «Шейн» (1953).
Эдвард Г. Робинсон считается одним из ведущих исполнителей ролей в гангстерских и криминальных фильмах 1930—1940-х годов. В 1930-е годы он стал известен благодаря ролям в гангстерских драмах, таких как «Маленький Цезарь» (1931), «Пулями или голосами» (1936) и «Последний гангстер» (1937), а также в криминальной спортивной драме «Кид Гэлэхэд» (1937). В 1940-е годы Робинсон сыграл главные роли в некоторых из наиболее признанных фильмов нуар, среди них «Двойная страховка» (1944), «Женщина в окне» (1944) и «Ки-Ларго» (1948), а в 1954 году снова сыграл роль гангстера в фильме «Чёрный вторник» (1954). В 1949 году за роль в фильме нуар «Дом незнакомцев» (1949) Робинсон был назван лучшим актёром Каннского кинофестиваля 1949 года, а в 1973 году актёр был удостоен почётного «Оскара» за свой вклад в кино.
Джоан Дрю известна по ролям в таких фильмах, как вестерны «Красная река» (1948), «Она носила жёлтую ленту» (1949) и «Погонщик фургона» (1950), политическая драма «Вся королевская рать» (1949) и фильм нуар «711 Оушен Драйв» (1950).

## История создания фильма
В основу фильма положен роман Уильяма П. Макгиверна «Самый тёмный час», который публиковался с продолжением в журнале Collier’s с 15 апреля по 13 мая 1955 года.
Рабочими названиями фильма были «Самый тёмный час» (англ.  The Darkest Hour) и «Ад в порту» (англ. Hell on the Dock).
Большая часть фильма снималась на натуре в Сан-Франциско и его окрестностях. Значительный объём съёмок проходил на Рыбацкой пристани и заливе Сан-Франциско.
Фильм находился в производстве с 4 апреля до середины мая 1955 года.
Премьера фильма в Нью-Йорке прошла 6 января 1956 года, в широкий прокат фильм вышел 28 января 1956 года.

## Оценка фильма критикой
Как отметил историк кино Хэл Эриксон, после выхода фильма на экраны критики на все лады восхваляли игру Эдварда Г. Робинсона, который вновь сыграл тип роли, которая в 1930-е годы сделала его знаменитым (сам Робинсон ненавидел эту роль, и сыграл её, поскольку нуждался в работе).
Кинокритик Босли Краузер написал в «Нью-Йорк Таймс», что «благодаря Эдварду Г. Робинсону, который чувствует себя в своей роли также комфортно, как в собственных туфлях, и благодаря ряду сардонических замечаний, написанных для него» фильм «на две-три ступени выше по качеству других картин в этом избитом жанре».
Эриксон охарактеризовал картину как «громкое возвращение к тому типу гангстерских фильмов, которые производила студия Warner Bros. в 1930-е годы».